# Passirana
Passirana (Passirana in dialetto milanese) è una frazione del comune di Rho nella città metropolitana di Milano.

## Geografia fisica
Si trova a nord di Rho e con i suoi quasi 3 000 abitanti è una delle principali frazioni del comune.
Passirana è attraversata nella parte nord ed est dal torrente Lura, corso d'acqua molto inquinato che per motivi igienici è stato quasi completamente coperto.

## Storia
Il nome "Passirana" con suffisso -anus indicante possesso, trae origine da un gentilizio "Passerius", antico possidente del luogo.
Nei registri dell'estimo del Ducato di Milano del 1558 e nei successivi aggiornamenti del XVII secolo Passirana, che assume il ruolo di Comune, risulta compreso nella pieve di Nerviano. Dalle risposte ai 45 quesiti della giunta del censimento del 1751 emerge che il comune contava 399 anime, ed era amministrato dal console, al quale erano demandati compiti di polizia locale e, previa approvazione dei maggiori estimati di gestione delle affari della comunità. Ad un cancelliere, residente in Milano, erano infine delegate la compilazione dei riparti annuali e la custodia delle scritture pubbliche prodotte dalla comunità. A metà del XVIII secolo il comune era direttamente sottoposto alla giurisdizione del podestà di Milano, presso la cui banca criminale il console, tutore dell'ordine pubblico, era tenuto ogni anno a prestare l'ordinario giuramento.
Nel compartimento territoriale dello stato di Milano (editto 10 giugno 1757) il comune di Passirana risulta inserito nella pieve di Nerviano, compresa nel Ducato di Milano. Nel 1771 Passirana contava 341 abitanti. Con il successivo compartimento territoriale della Lombardia austriaca (editto 26 settembre 1786 c) il comune rimase nella pieve di Nerviano, inclusa nella provincia di Milano. In forza del nuovo compartimento territoriale per l'anno 1791, il comune di Passirana venne confermato nella pieve di Nerviano, compresa nel XXVIII “distretto censuario” della provincia di Milano (Compartimento Lombardia, 1791).
Con la legge 26 marzo 1798 di organizzazione del dipartimento del Verbano il comune di Passirana venne inserito nel distretto di Saronno. Soppresso il dipartimento del Verbano, con la successiva legge 26 settembre 1798 di ripartizione territoriale dei dipartimenti d'Olona, Alto Po, Serio e Mincio, il comune di Passirana fu trasportato nel dipartimento d'Olona, distretto di Rho. Il comune, in forza della legge 13 maggio 1801 di ripartizione territoriale della Repubblica Cisalpina, venne poi incluso nel distretto IV del dipartimento d'Olona, con capoluogo Gallarate. Con l'attivazione del compartimento territoriale del Regno d'Italia il comune di Passirana rimase nel distretto IV di Gallarate, inserito nel cantone II di Saronno: comune di III classe, contava 330 abitanti. In seguito al decreto di aggregazione e unione dei comuni del dipartimento d'Olona del 4 novembre 1809, il comune di Passirana fu soppresso ed aggregato al comune di Rho, anch'esso incluso nel cantone II del distretto IV di Gallarate, con capoluogo Saronno. Con il successivo decreto di concentrazione e unione dei comuni del dipartimento d'Olona dell'8 novembre 1811, Passirana venne disaggregata da Rho e unita al comune di Lainate, pure compreso nel distretto IV di Gallarate, cantone II di Saronno.
Con il compartimento territoriale delle province lombarde del regno Lombardo-Veneto (notificazione 12 febbraio 1816) il ricostituito comune di Passirana venne inserito nella provincia di Milano, distretto IV di Saronno. Il comune, che aveva convocato generale, rimase nel distretto IV di Saronno anche in seguito al successivo compartimento territoriale delle province lombarde (notificazione 1º luglio 1844). Nel compartimento territoriale della Lombardia (notificazione 23 giugno 1853) il comune di Passirana risulta ancora compreso nella provincia di Milano, distretto XIV di Saronno. La sua popolazione ammontava a 716 abitanti.
In seguito all'unione temporanea delle province lombarde al regno di Sardegna, in base al compartimento territoriale stabilito con la legge 23 ottobre 1859, il comune di Passirana Milanese con 746 abitanti, retto da un consiglio di quindici membri e da una giunta di due membri, fu incluso nel mandamento IV di Rho, circondario IV di Gallarate, provincia di Milano. Alla costituzione nel 1861 del Regno d'Italia, il comune aveva una popolazione residente di 876 abitanti. Sino al 1864 il comune mantenne la denominazione di Passirana e successivamente a tale data assunse la denominazione di Passirana Milanese. In base alla legge sull'ordinamento comunale del 1865 il comune veniva amministrato da un sindaco, da una giunta e da un consiglio. Nel 1867 il comune risultava incluso nello stesso mandamento, circondario e provincia (Circoscrizione amministrativa 1867). Nel 1870 il comune di Passirana Milanese venne aggregato al comune di Lainate.
È stata frazione del comune di Lainate fino al 1928, quando divenne frazione rhodense per decreto reale.
L'abate Giuseppe Casati col suo ultimo testamento del 1813 destinò le case di famiglia in Passirana al ricovero gratuito, alle cure e al mantenimento degli infermi poveri dei comuni di Lainate e di Rho, in quella che poi divenne l'Opera Pia "Ospedale Casati": per disposizione testamentaria fu posta sotto la protezione dei Litta.
L'ospedale Giuseppe Casati è tuttora attivo, e al suo interno sono presenti quadri ed opere artistiche rinomate.

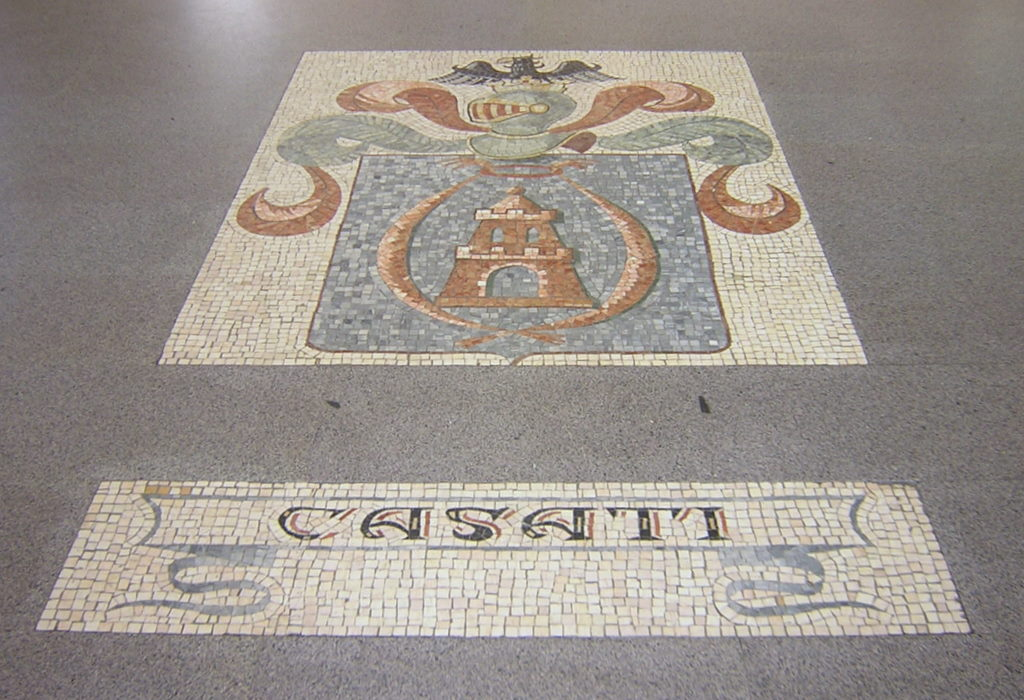
Stemma della famiglia Casati all'interno dell'Ospedale omonimo

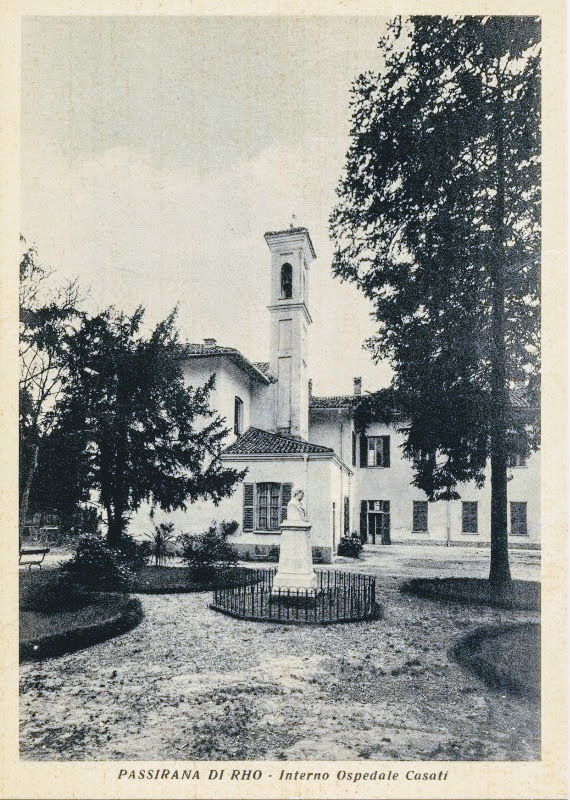
Cappella annessa all'ospedale Casati

## Monumenti e luoghi d'interesse

### Architetture religiose
La chiesa parrocchiale di Passirana è dedicata a Sant'Ambrogio ad Nemus, patrono della frazione. Dal 1584 conserva come reliquia una scheggia della croce di Gesù. Nel 2006 fu ristrutturata.

## Società

### Tradizioni e folclore
Tipica è la festa paesana che si svolge durante la seconda domenica del mese di luglio, durante la festa si sfidano i rioni della frazione.
I rioni sono quattro, suddivisi geograficamente: 
- rione "Laghett", chiamato così perché in quella zona del paese vi era un lago artificiale ormai scomparso.
- rione "Orti", il nome nasce perché in passato in quella zona vi erano distese di campi e orti.
- rione "Fiume", zona che si affaccia sul Lura, un tempo torrente non inquinato che i passiranesi utilizzavano anche per la balneazione.
- rione "Isola", perché in quel settore vi era una sola casa isolata.

## Cultura

### Musica
Passirana ha un'antica tradizione musicale sia nell'ambito bandistico sia in quello corale: le sue principali istituzioni musicali sono il Corpo musicale Santa Cecilia di Passirana e il coro parrocchiale polifonico Laus Deo.

## Sport

### Calcio
A partire dalla stagione 2021/22 l'Asd Oratorio Passirana, unica squadra attualmente presente sul territorio passiranese, si è iscritta con la prima squadra al campionato di Terza Categoria Figc per la prima volta nella sua storia. I colori sociali sono il bianco e l'azzurro. Fino alla sua chiusura nel 2016, L'AC Passirana era la principale squadra di calcio della frazione, iscritta alla FIGC; giocava nel campionato di Prima Categoria. Il suo colore sociale era il viola.
Seconda squadra era l'Europassirana 1989, società calcistica a livello amatoriale che partecipa dalla sua fondazione, nel 1989, al campionato aziendale organizzato dal CSI di Milano.